# Prochoerodes gibbosa
Prochoerodes gibbosa là một loài bướm đêm trong họ Geometridae.